# Этци

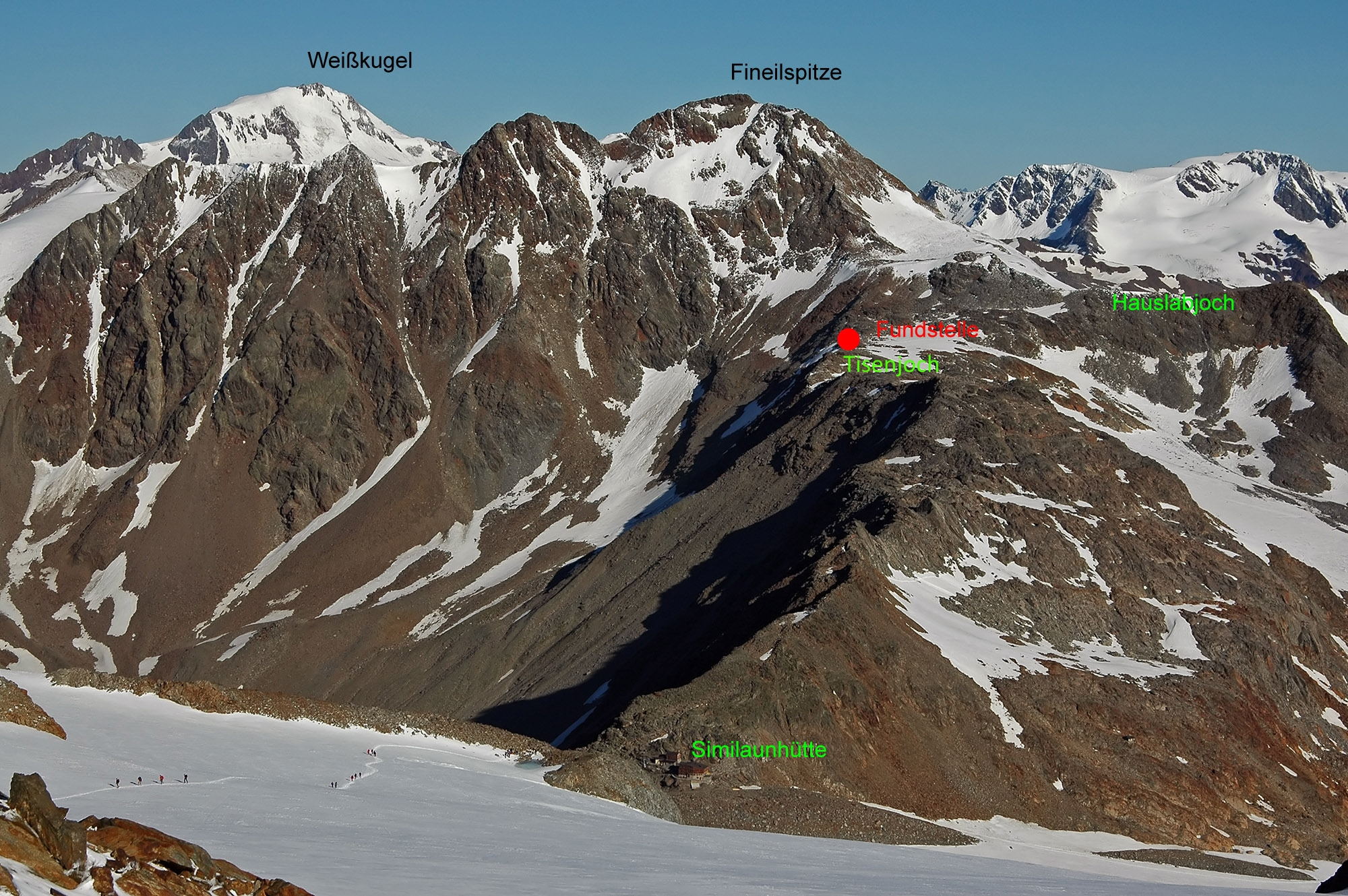
Место находки тела Этци указано красной меткой

Этци (нем. Ötzi, встречаются также варианты написания Эци и Отци) — ледяная мумия человека эпохи медного века, обнаруженная в 1991 году в Эцтальских Альпах в Тироле в седловине Хауслабьох (нем. Hauslabjoch) вблизи горы Симилаун, на высоте 3200 метров, в результате сильного таяния льда. Возраст мумии, определённый радиоуглеродным методом, составляет примерно 5300 лет (3486—3102 calBCE). В Австрии мумию называют Этци (по месту обнаружения), а в Италии мумия известна как Симилаунский человек и Тирольский ледяной человек.
Является старейшей мумией человека, обнаруженной в Европе. В октябре 2011 года учёные заявили, что расшифровали около 90% генома Этци.

## История находки
Этци был случайно обнаружен 19 сентября 1991 года двумя немецкими туристами из Нюрнберга, Гельмутом и Эрикой Симонами. Мумия хорошо сохранилась благодаря тому, что все эти годы была вморожена в лёд. При извлечении без археологических инструментов (с помощью отбойного молотка и ледорубов) было повреждено бедро тела; кроме того, присутствующие брали части его одежды в качестве сувениров.

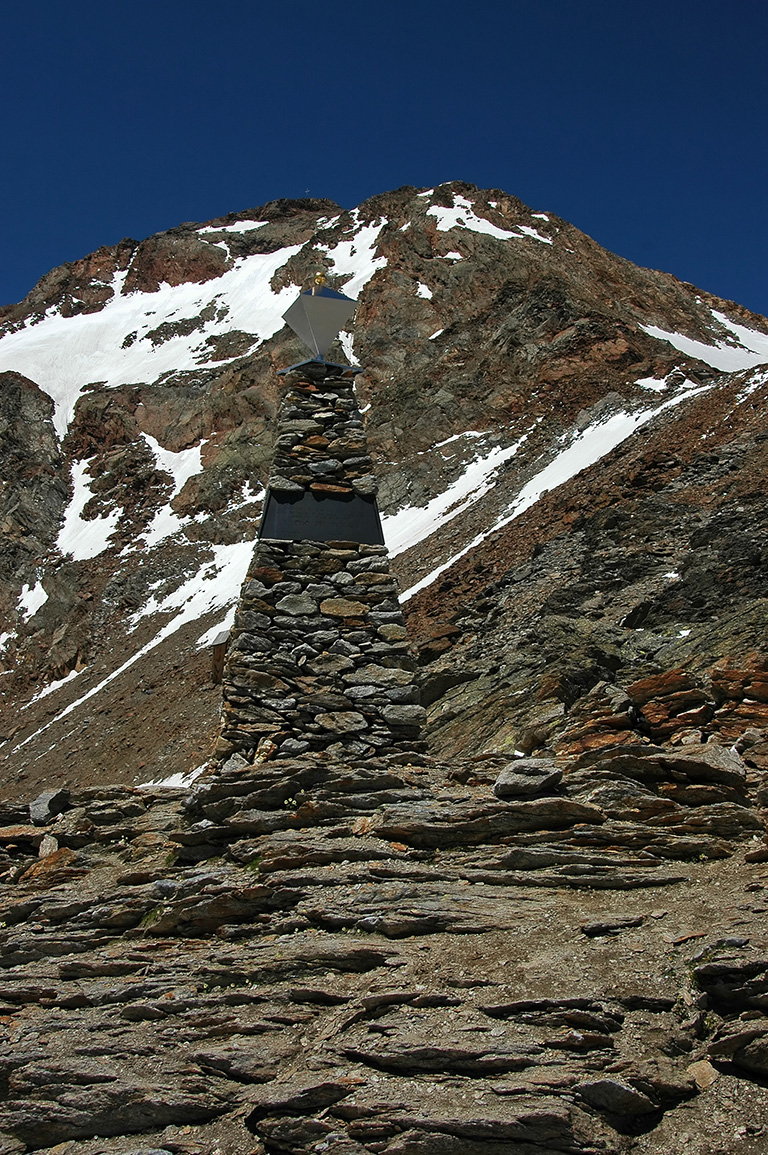
Памятник на месте находки тела Этци

В дальнейшем тело было передано в морг Инсбрука, где был установлен его истинный возраст.
Вскоре после обнаружения мумии стали говорить, что мёртвый был найден на итальянской территории, а не на австрийской, как предполагалось изначально. Граница между Италией и Австрией была установлена в 1919 году по Сен-Жерменскому договору между долинами Иннталь и Эчталь. В области долины Тизенйох из-за снежного покрова ледника границу было нелегко определить, поэтому власти назначили на 2 октября 1991 года измерение прохождения границы, в результате чего было установлено, что тело было обнаружено в Южном Тироле на территории Италии, в 93 м от границы с Австрией (46°46′44″ с. ш. 10°50′23″ в. д.).
Тело на тот момент уже находилось в австрийском Инсбрукском университете (институт истории первобытного общества и ранней истории). Южнотирольские власти предъявили свои права на находку, но разрешили Инсбрукскому университету закончить научные исследования.
С 1998 года мумия Этци выставлена в Южнотирольском музее археологии в Больцано, Италия.
Сейчас на месте находки установлен четырёхметровый памятник из камня в форме пирамиды.

## История названия

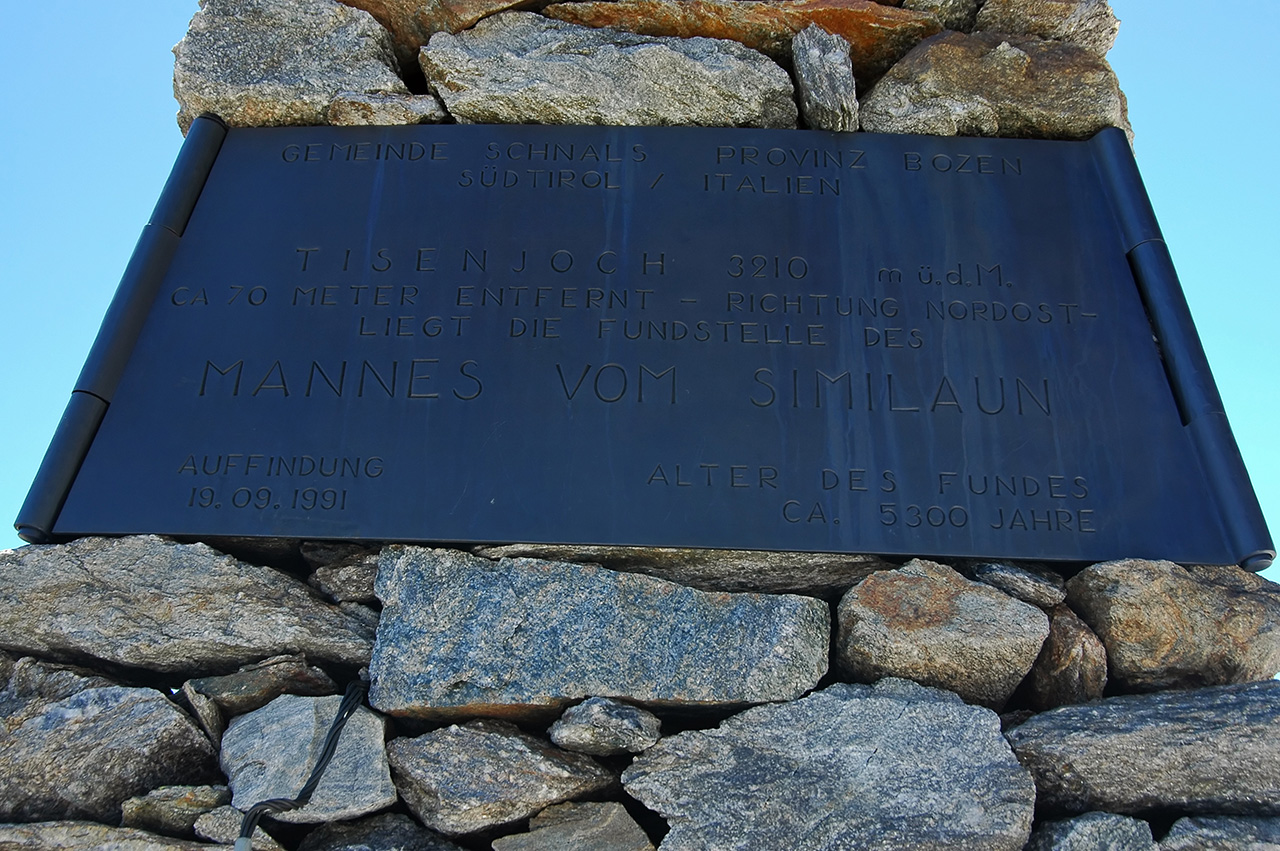
Памятная доска

Обозначение мумии доставило властям довольно много сложностей. Для официального именования подобных находок используют, как правило, имена, связанные с географическими названиями, нанесёнными на государственные карты. В данном случае это Хауслабйох (нем. Hauslabjoch), расположенный в 330 м от места находки. Расположенный топографически существенно ближе Тизенйох (нем. Tisenjoch) не нанесён ни на одну государственную карту. В то время, как власти пытались определить единственно правильное имя для мумии, журналисты придумывали свои названия новой сенсационной находке. В результате многочисленных статей о мумии журналистами было придумано более 500 разных имён, названий и неологизмов. Среди них были «Человек из Хауслабьоха» (нем. Mann vom Hauslabjoch), «Человек из Тизеньоха» (нем. Mann vom Tisenjoch), «Человек из Симилауна» (нем.  Mann vom Similaun), «Человек во льду» (нем. Mann im Eis).
Венский репортёр Карл Вендль (нем. Karl Wendl) первым назвал мумию Этци в своей статье в венской газете «Arbeiter Zeitung» от 26 сентября 1991 года, поскольку тело было обнаружено недалеко от долины Эцталь.
Официальное название мумии было принято постановлением южнотирольского правительства от 2 июля 1997 года: Человек изо льда (нем. Der Mann aus dem Eis, итал. L'Uomo venuto dal ghiaccio).

## Обследование
На момент смерти рост Этци составлял приблизительно 165 см, вес — 50 кг, а возраст — 45-46 лет. Вес мумии — 38 кг; лёд, покрывший тело сразу после смерти, приостановил процесс разложения. Анализ пыльцы, частиц пыли и зубной эмали показал, что детство Этци провёл недалеко от нынешней деревни Вельтурно (нем. Feldthurns, итал. Velturno), севернее Больцано, а затем жил в долинах, находящихся в 50 километрах к северу.
В прямой кишке обнаружились остатки отрубей, кореньев, фруктов и мышечной ткани двух типов, соответствующей мясу серны и оленя. В последний раз Этци принимал пищу примерно за два часа до смерти. Высокое содержание меди и свинца в волосах позволяет предположить, что Этци имел отношение к производству меди. Учёные считают, что этот человек мог принадлежать к небольшому племени, в основном занимавшемуся сельским хозяйством.
При обследовании кишечника были найдены признаки кишечного паразита власоглава (лат. Trichuris trichiura). В артериях были обнаружены следы атеросклероза.
Компьютерная томография показала, что три или четыре правых ребра были раздавлены уже после смерти. Кроме того, на теле отсутствовал эпидермис, что явилось следствием природной мумификации во льду.
Исследовав пропорции голени, бедра и таза, Кристофер Рафф пришёл к выводу, что по своему образу жизни Этци часто приходилось передвигаться по холмистой местности. Такая степень подвижности не характерна для других европейцев медного века. Рафф считает, что Этци был пастухом в высокогорных районах.

### Генетическая экспертиза
ДНК-анализ также показал наличие предрасположенности к атеросклерозу и присутствие ДНК бактерии Borrelia burgdorferi, что сделало бы Этци древнейшим известным человеком с болезнью Лайма, хотя более поздние исследования показали, что идентификация Borrelia burgdorferi, возможно, ошибочна.
В октябре 2008 года итальянские и британские учёные на основе данных, полученных при анализе митохондриального генома Этци, сделали вывод, что он не является предком никого из современных людей. В 2000 году учёные впервые разморозили тело и взяли из его кишечника образцы ДНК, содержащейся в митохондриях. Предварительный анализ показал, что ледяной человек принадлежал к митохондриальной гаплогруппе K1, которая делится на три кластера (около 8 % современных европейцев принадлежат к митохондриальной гаплогруппе K). Оказалось, что геном ледяного человека не относится ни к одному из этих трёх кластеров. Анализ митохондриальной ДНК выявил Этци субклад K1f. Этци не может быть причислен ни к одной из известных сегодня ветвей митохондриальной гаплогруппы K1 (K1a, K1b или K1c). Новая подгруппа, в наше время имеющая крайне ограниченное распространение, также была условно названа K1ö по немецкому имени Этци — Ötzi.
Группа учёных в 2011 году секвенировала полный геном Этци; новый, высокопокрытый геном с гораздо меньшим количеством примесей от современных людей был опубликован в 2023 году. Профессор патологоанатомии и судебной медицины Эдуард Эгартер-Вигль в интервью сообщил, что Y-хромосома Этци относится к субкладу G2a4-L91 Y-хромосомной гаплогруппы G2, который впоследствии был переобозначен как G2a1b2-PF3146. В наше время этот субклад встречается с низкой частотой в Южной Европе, достигая максимальной концентрации в географически изолированных популяциях Сардинии, Сицилии и Иберии.
В октябре 2013 года было сообщено, что 19 современных тирольских мужчин принадлежат к той же отцовской линии (Y-ДНК гаплогруппа G-L91), что и Эци, и могут иметь общего предка и/или происходить от близких родственников Эци. Ученые из Института судебной медицины при Медицинском университете Инсбрука проанализировали ДНК более 3700 тирольских мужчин-доноров крови и обнаружили 19 (около 0,5%), которые разделяли ту же отцовскую гаплогруппу с 5300-летним мужчиной. 
Исследование генома Эци 2023 года обнаружило очень высокую долю (90%) анатолийских земледельцев — фактически, самую высокую среди европейских популяций того же времени — с меньшим вкладом европейских охотников-собирателей, но (в отличие от исследования 2012 года) никаких доказательств степного происхождения,  несогласие с предыдущими результатами приписывается современному человеческому загрязнению. Хотя отсутствие в геноме Эци генетических компонентов западных степных скотоводов неудивительно, поскольку эти «протоиндоевропейские» популяции прибыли в Европу только около 2900 г. до н. э. , необычно низкий вклад западных охотников-собирателей был объяснен предположением, что генетическое смешивание между неолитическими земледельцами, происходящими из Анатолии и WHG, все еще продолжалось. Кроме того, изучая генетические участки, вовлеченные в фенотипические признаки, авторы пришли к выводу, что у ледяного человека, среди прочего, вероятно, была более темная кожа, чем у современных европейцев, но не такая темная, как у мезолитических западных охотников-собирателей, вероятно, он был подвержен облысению и, возможно, страдал от связанных с ожирением метаболических расстройств. Статья также оставляет место для экологических факторов, указывающих на их более темный цвет кожи, поэтому в будущем потребуются дополнительные исследования.

### Желудок
В желудке Этци было обнаружена ДНК широко известной бактерии Helicobacter pylori, которая в большинстве случаев является «провокатором» язвы желудка. Но в 90 % случаев в результате инфекции хеликобактером язва не развивается, поэтому невозможно точно сказать, был ли Этци болен или только инфицирован бактерией. Бактерии, обитавшие в желудке Этци, более сходны c современными азиатскими, а не европейскими бактериями.

### Татуировки
У Эци было в общей сложности 61 татуировка, состоящая из 19 групп черных линий шириной от 1 до 3 мм и длиной от 7 до 40 мм. К ним относятся группы параллельных линий, идущих вдоль продольной оси его тела и по обеим сторонам поясничного отдела позвоночника, а также крестообразная отметина за правым коленом и на правой лодыжке и параллельные линии вокруг левого запястья. Наибольшая концентрация отметин обнаружена на его ногах, которые в совокупности демонстрируют 12 групп линий.  Микроскопическое исследование образцов, собранных с этих татуировок, показало, что они были созданы из пигмента, изготовленного из каминной золы или сажи. Затем этот пигмент втирался в небольшие линейные надрезы или проколы. Было высказано предположение, что он неоднократно делал татуировки в одних и тех же местах, поскольку большинство из них довольно темные.
Рентгенологическое исследование его костей показало «возрастную или вызванную напряжением дегенерацию», соответствующую многим татуированным областям, включая остеохондроз и легкий спондилез в поясничном отделе позвоночника, а также дегенерацию вследствие износа в колене и особенно в голеностопных суставах. Было высказано предположение, что эти татуировки могли быть частью лечения боли, похожего на акупрессуру или иглоукалывание, хотя Эци жил по крайней мере за 2000 лет до их ранее известного самого раннего использования в Китае( около 1000 г. до н. э.). Например, 9 из 19 групп его татуировок расположены рядом или непосредственно на акупунктурных областях, используемых сегодня, а большинство других находятся на меридианах и других акупунктурных областях тела и над артритными суставами. Татуировки на животе Эци могли облегчить боль в кишечнике, вызванную власоглавом , которая, как полагают, у него была.
В какой-то момент считалось, что Эци — самая старая татуированная мумия человека, обнаруженная на сегодняшний день. Однако в 2018 году татуировки были обнаружены на почти современных ему египетских мумиях.
Многие из татуировок Эци изначально остались незамеченными, поскольку их трудно увидеть невооруженным глазом. В 2015 году исследователи сфотографировали тело, используя неинвазивные мультиспектральные методы для захвата изображений на разных длинах волн света, которые не воспринимаются людьми, что позволило обнаружить оставшиеся его татуировки.

### Одежда и обувь

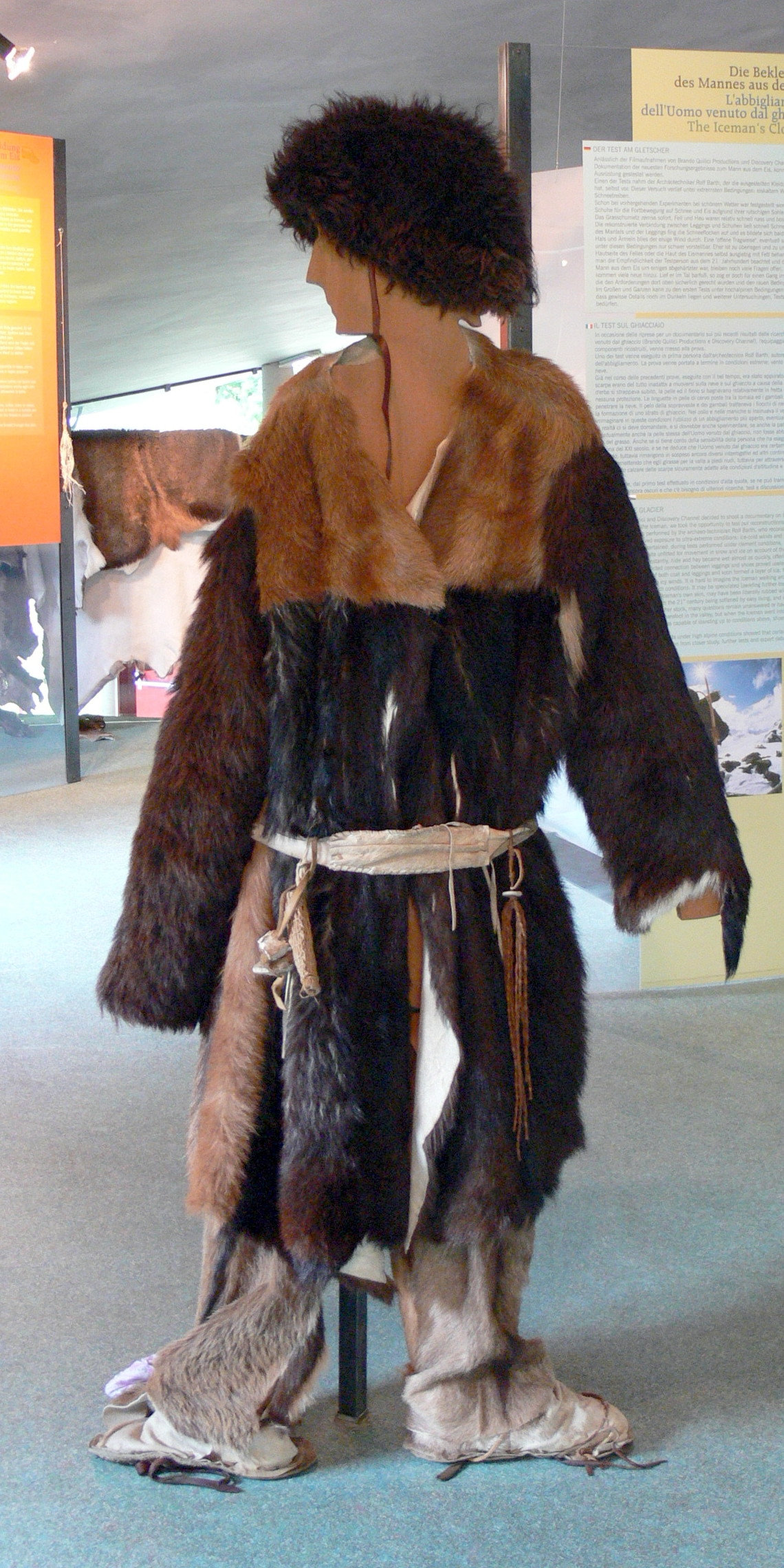
Реконструкция одежды. Музей ArcheoParc Schnals, Южный Тироль

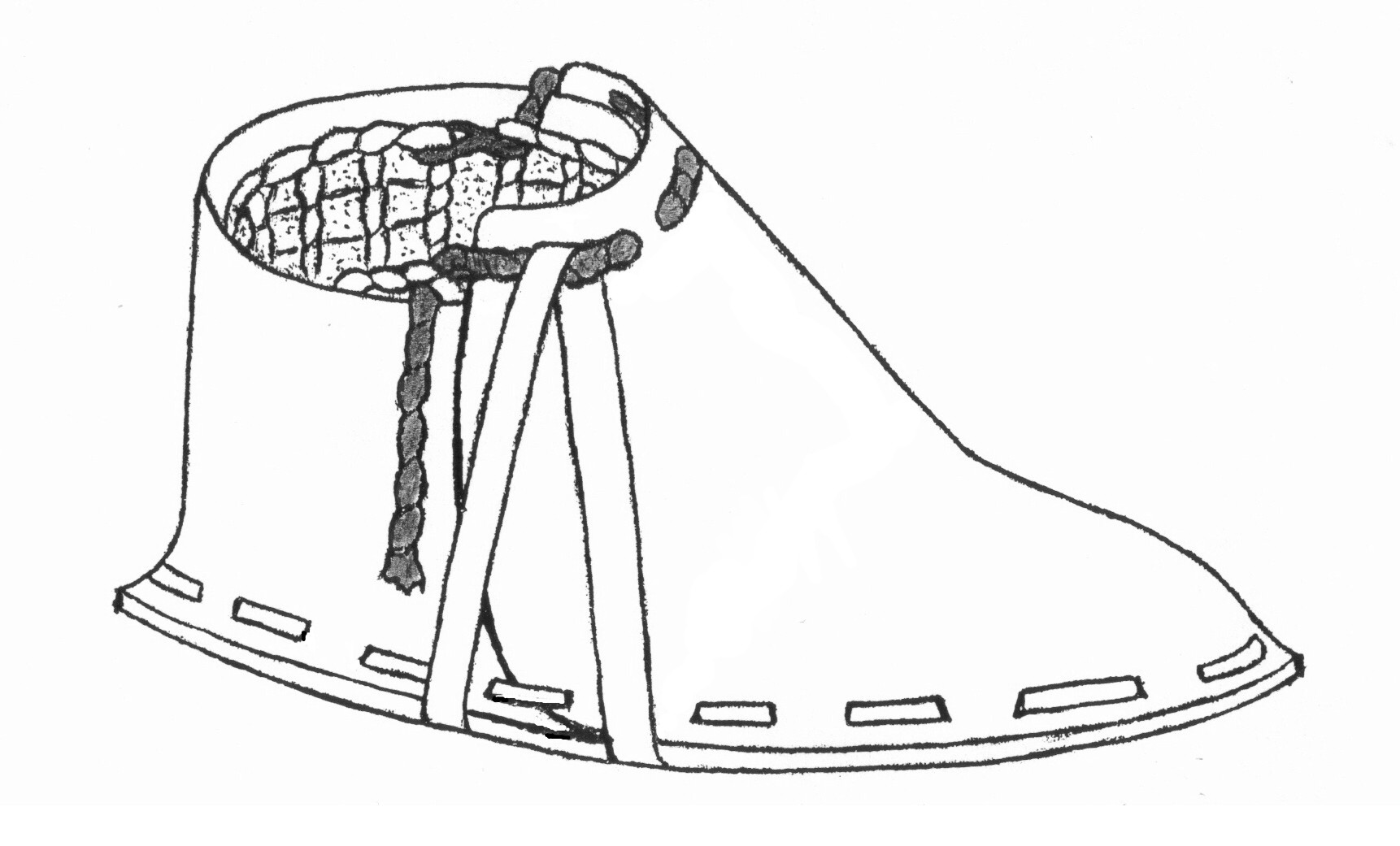
Художественная реконструкция правого ботинка. Верх из оленьего меха. Подошва из шкуры медведя. Внутри ботинок выстлан мягкой травой.

Одежда Этци была довольно замысловата. Он носил плетёный соломенный плащ, а также кожаные «пальто», пояс, штаны, набедренную повязку и «мокасины». Помимо этого была обнаружена шапка из медвежьей шкуры с кожаным ремнём через подбородок. Широкие водонепроницаемые башмаки, судя по всему, были предназначены для походов по снегу. В них использовалась медвежья шкура для подошв, оленья кожа для верхней части и лыко в качестве шнуровки. Мягкая трава обвязывалась вокруг ноги и использовалась как тёплые носки. Пальто, пояс, штаны и набедренная повязка делались из полосок кожи, сшитых вместе сухожилиями. К поясу был пришит мешочек с полезными вещами: скребком, сверлом, кремнём, костяным шилом и сухим грибом, использовавшимся как трут.
Британским археологом Жаки Вудом (англ.) была выдвинута гипотеза, что «мокасины» Этци являлись верхней частью снегоступов. Согласно этой теории, вещь, идентифицируемая как часть рюкзака, на самом деле является деревянной рамой и сеткой снегоступов, а также накидкой из кожи животного для покрытия торса.
Анализ митохондриальной ДНК одежды Этци показал, что использовалась кожа козы, коровы, овцы, меховая шапка была изготовлена из шкуры бурого медведя, колчан сделан из шкуры косули.

### Снаряжение

Некоторые из найденных при Этци предметов — нож, скребок, сверло, два наконечника для стрел, небольшой отщеп

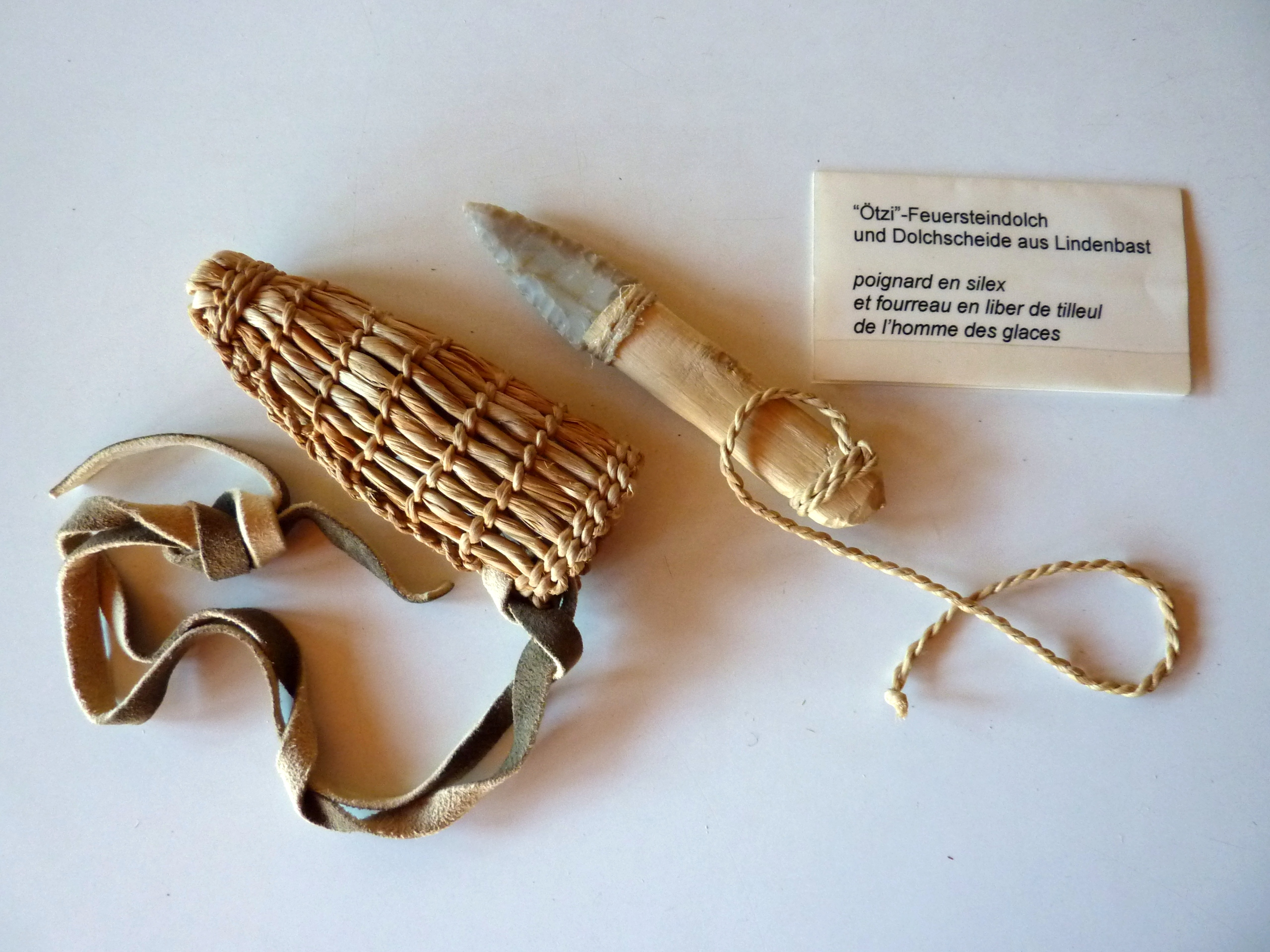
Каменный нож с рукояткой из ясеня и ножны

Медный топор с тисовой рукоятью, каменный нож с ручкой из ясеня, колчан с 14 стрелами с костяными наконечниками и калиновыми и кизиловыми древками, а также 182-сантиметровый тисовый лук, ягоды и две корзины из берёсты.
Кроме того, среди вещей Этци были найдены связки из двух видов грибов-трутовиков. Один из них — берёзовый трутовик (лат. Piptoporus betulinus), обладает антибактериальными свойствами и, вероятно, использовался в лекарственных целях. Другой вид — трутовик настоящий (лат. Fomes fomentarius), входил в состав огнива. Для трута использовались около дюжины различных растений в дополнение к кресалу и пириту.
Рюкзак из кожи, который крепился на подковообразной деревянной раме, изготовленной из ветвей орешника и двух дощечек из лиственницы. В меховом рюкзаке находились запасная тетива из жилы, клубок бечёвки, острие оленьего рога для свежевания туш, сушёное мясо, охотничья сеть, походная аптечка с лекарственными растениями и два небольших берестяных короба, в одном из которых древний человек носил тлеющие угли для разжигания костра.

#### Медный топор

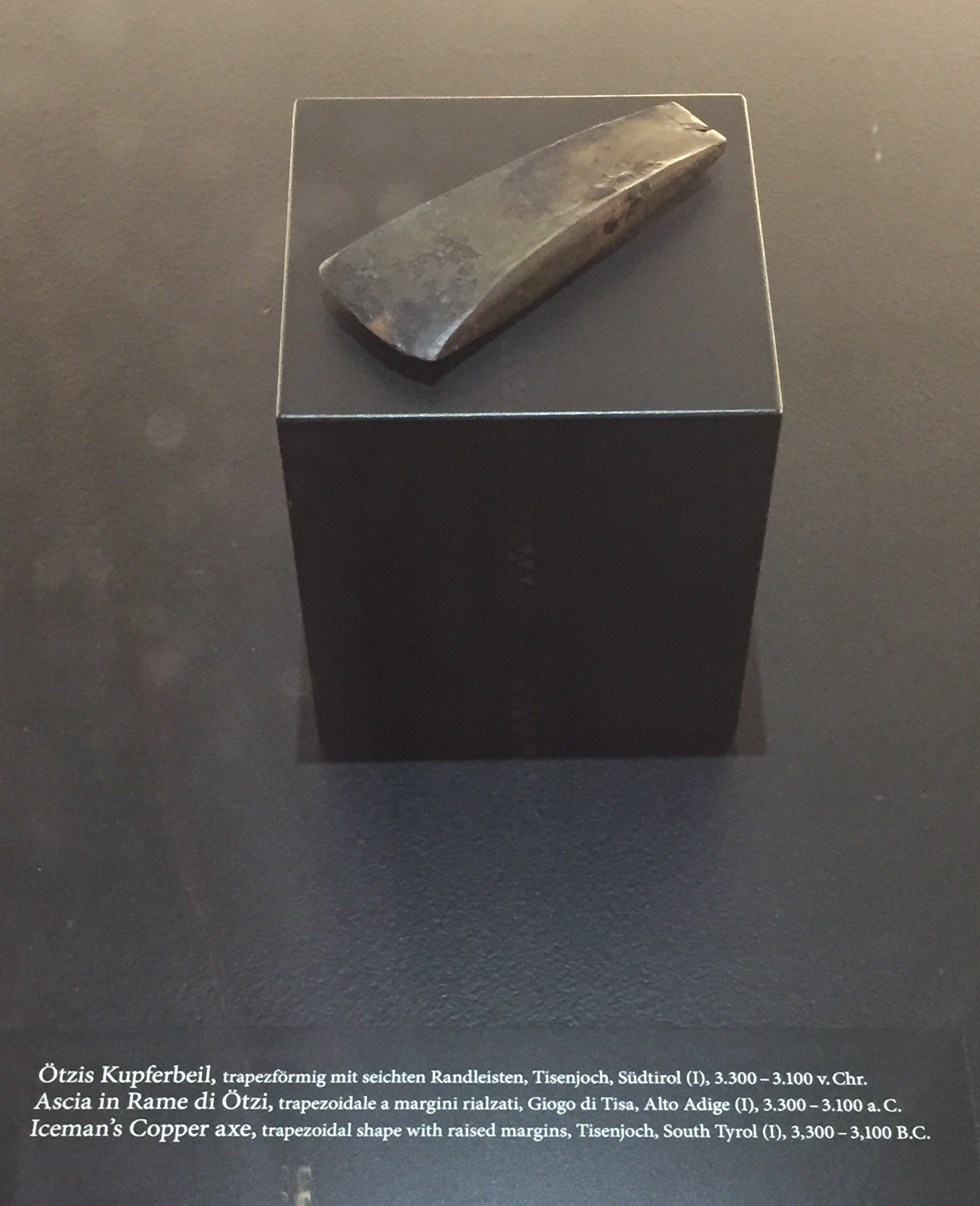
Топор в Южнотирольском музее археологии

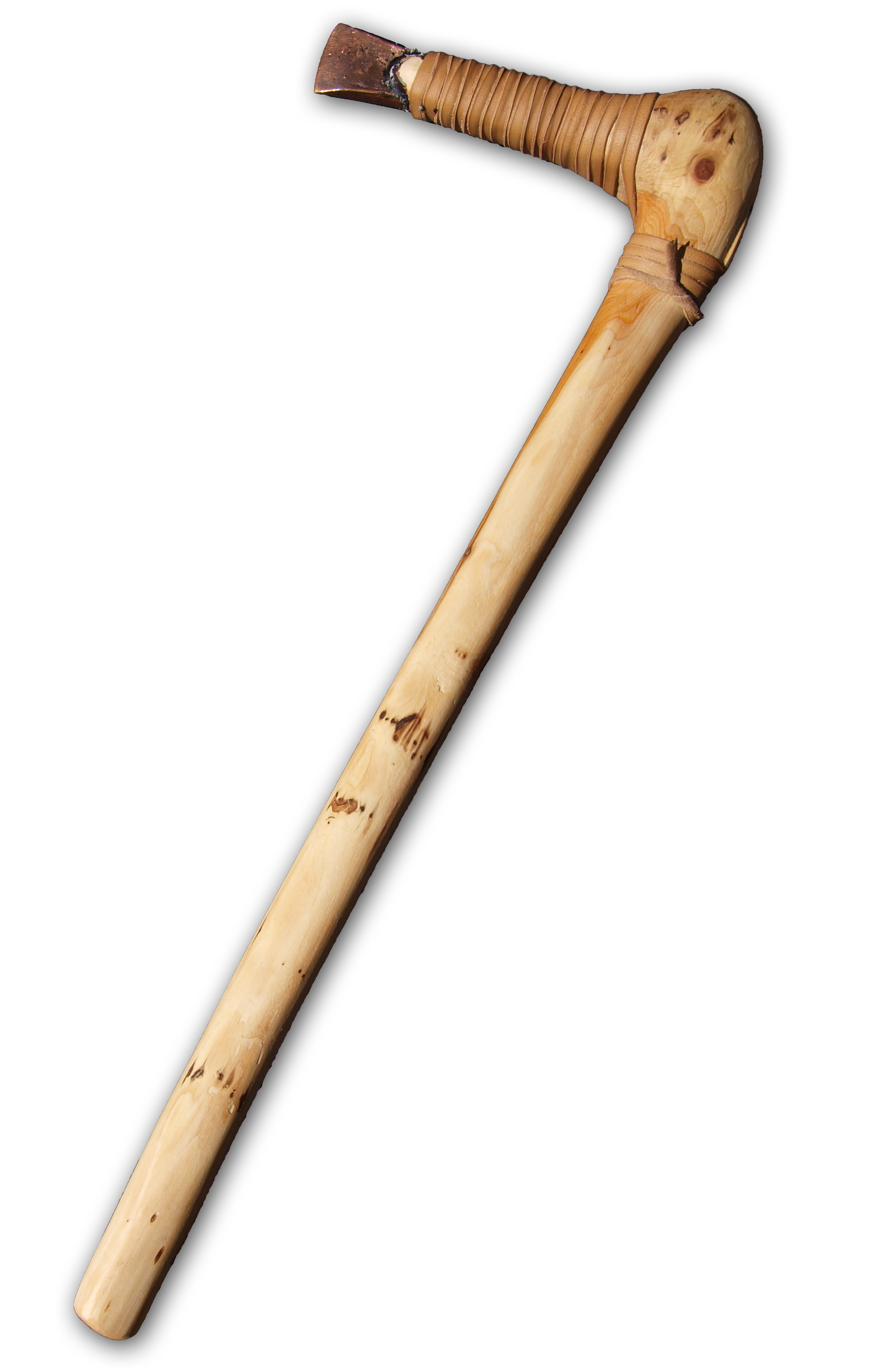
Реконструкция топора

Медный топор является единственным прекрасно сохранившимся медным топором доисторического периода. Лезвие топора в форме трапеции, длиной 9,5 см, состоит на 99,7 % из меди. Тщательно отшлифованная рукоятка длиной 60 см сделана из тиса, для закрепления на ней лезвия была обмотана узкими полосками кожи. Также на лезвии топора зафиксированы следы заточки. По словам доктора Джильберто Артиоли (Dr. Gilberto Artioli) из Миланского университета, рабочая группа университетов Милан и Триент исследовала медный топор «ледяного человека» и некоторые другие топоры того же времени. С помощью быстрых нейтронов[уточнить] и рентгеновского излучения с высокой энергией возможно исследование структуры медных кристаллов внутри топора без повреждения самого предмета. Таким образом, можно в деталях реконструировать процесс создания предмета. Различия в структуре кристаллов меди позволяют сделать вывод, что толщина лезвия топора изменилась в процессе заточки. Можно предположить, что топоры из меди в 3000 году до н. э. могли принадлежать людям из высших слоёв общества, также они служили оружием. Это даёт повод думать, что «ледяной человек» был либо руководителем группы, либо воином.
Топор был изготовлен, судя по химическому анализу, примерно в 500 км к югу от местонахождения Этци, представителями культуры Ринальдоне.

#### Лук
Самый большой предмет, найденный вместе с телом Этци, — лук длиной 1,82 м из тиса. Следы обработки чётко указывают, что речь идёт о незаконченном предмете. И всё же заготовка лука даёт понять, какой тип лука хотел сделать себе Этци. Посредством соскабливания и полировки хвощом поверхность лука должна была стать гладкой. Также отсутствует тетива, которая у доисторических луков, как правило, на одном конце была закреплена петлёй, а на другом — обкручиванием сухожилия вокруг лука.
Лук исследовал австралийский микробиолог Том Лой (англ. Tom Loy), который при осмотре установил неприятный прогорклый запах, исходящий от лука. Его исследования установили, что лук Этци был в крови. Этому было дано два объяснения: кровь в высушенном состоянии способна защищать деревянный лук от намокания, либо же это была кровь Этци от ранения руки.
Харм Паульсен (нем. Harm Paulsen), археолог, сделав по образцу лука Этци девять луков и испытав их, сделал вывод, что лук Этци по своим техническим характеристикам приближается к современным спортивным лукам, и что с подобным луком с лёгкостью можно метко стрелять в диких животных на расстоянии 30—50 м. С таким луком можно стрелять и на расстояние 180 м. При натягивании тетивы на 72 см пальцы ощущают силу в 28 кгс.

#### Колчан и его содержимое
Колчан сделан в виде прямоугольного продолговатого мешка из шкуры. Внутри было обнаружено двенадцать заготовок и лишь две готовых к использованию стрелы. Заготовки были сделаны из веток калины и кизила и достигали 84—87 см в длину. Они были со снятой корой, но ещё не полностью гладкие. На кончиках есть зарубки.
Ещё в колчане были четыре кончика оленьих рогов, связанные вместе полосками лыка. Согнутый олений рог, вероятней всего, был универсальным предметом и использовался также для снимания шкуры с убитых животных. Также был найден двухметровый шнурок из лыка дерева, который был неравномерно обработан, и потому в качестве тетивы точно не мог служить, иначе он бы порвался.

## Факты из жизни Этци
Многочисленные исследования мумии, проведённые на сегодняшний день, рассказывают многое о жизни ледяного человека.

### Происхождение
Изотопный состав зубной эмали Этци показал, что ледяной человек не мог провести своё детство на содержащей известь земле, что, в свою очередь, делает возможным предположение, что местом, где родился и вырос Этци, было Финшгау или нижняя долина Айсакталь (нем. Eisacktal). По родству Этци был ближе к современным жителям южной Европы, обитающим на островах Сардиния и Корсика в Тирренском море, а не к обитателям альпийских регионов. По мнению специалистов, этот факт соответствует представлениям учёных о миграционных тенденциях того периода: предки Этци пришли в Альпы с Ближнего Востока по мере распространения земледелия, а оттуда позже мигрировали в направлении Средиземноморья.
В результате генетических исследований учёные выяснили, что предки Этци по отцу жили на Сардинии и на побережье Тирренского моря, а мать принадлежала к числу жителей Тирольских Альп.

### Место проживания
Кремень, происходящий из местности вокруг озера Гарда (итал. Lago di Garda) (Италия), типология лезвия топора, набор деревьев, который Этци выбирал себе для изготовления предметов необходимости и снаряжения, а также цветочная пыльца, обнаруженная в его желудочно-кишечном тракте, — всё указывает на то, что Человек изо льда жил к югу от главного хребта Альп.
В Институте ботаники при Университете Инсбрука был проанализирован состав содержимого кишечника мумии. Было обнаружено более тридцати разных видов пыльцы с деревьев. Виды деревьев указывают на принадлежность их к смешанному типу лесов, который преобладает в Финшгау (нем. Vinschgau) (Валь Веноста (итал. Val Venosta)), а именно в долине Шнальсталь (нем. Schnalstal).
То, что Этци жил к югу от Альп, доказывает в первую очередь пыльца хмелеграба, который распространён только на юге Альп, а именно в Финшгау.

### Внешний вид
Точный возраст, в котором умер взрослый человек, определить трудно, поскольку все процессы взросления и роста уже завершены. Для определения возраста Ледяного человека была изучена структура его костей, которая показала, что Этци на момент смерти было около 45 лет (с максимальным отклонением плюс-минус 5 лет). Таким образом, «ледяной человек» достиг довольно преклонного для человека эпохи неолита возраста.
Достигнув возраста около 45 лет, Этци считался одним из самых пожилых в своём обществе. Его тело показывало явные признаки старения: суставы были изношены, кровеносные сосуды в процессе заизвесткования. Кроме того, не было обнаружено 12-й пары рёбер, что является редкой аномалией в наше время.
Также на теле есть следы повреждений, которые Этци получил во время жизни: были установлены хорошо заживший перелом рёбер с левой стороны грудной клетки и перелом носа. Также на левой ноге был повреждён большой палец, что могло случиться в результате обморожения.
Тело Этци было обнаружено практически без волосяного покрова. Но вместе с телом были найдены клочья волос. Исследования федерального ведомства уголовной полиции Германии в Висбадене и немецкого научно-исследовательского института шерсти в Аахене показали, что клочья принадлежат не только животным, но и человеку. Одна из прядей состоит из сотен волос. Из этого можно заключить, что волосы Этци достигали 9 см длины, были волнистыми, тёмного цвета (оттенки от тёмно-коричневого до чёрного). Структура показывает, что Этци не заплетал волосы в косу, а вероятнее всего носил их свободно. С большой вероятностью у него была короткая бородка, на что указывают найденные рядом с телом коротковатые кучерявые пряди волос. Остальные волосы были идентифицированы как волосы с плеч и других частей тела.
Анализ на наличие металла в структуре волос показал, что в волосах Этци было намного меньше свинца, чем у современного человека, а мышьяка, наоборот, больше. Возможно, Этци жил в местах обработки мышьяковистой бронзы и добывания меди.
На верхней челюсти между резцами была обнаружена щель (4 мм), что часто передаётся генетически. Другая особенность — это отсутствие зубов мудрости. В современных популяциях эта аномалия часто наблюдается.
Особенно удивляет большая изношенность зубов. Коронка зубов уменьшилась на 3 мм. Но тем не менее, кариеса обнаружено не было. Слева верхняя челюсть была очень изношена, что свидетельствует о частом использовании зубов как инструмента для обработки дерева, костей, кожи, сухожилий и тому подобного.

### Голос
В сентябре 2016 года итальянские исследователи с помощью компьютерной томографии смогли реконструировать шейный отдел позвоночника мумии (от первого шейного до первого грудного позвонка) и восстановить локализацию подъязычной кости, а также измерить гортань и голосовые связки и таким образом создать модель голосового тракта Тирольского человека. Реконструкция также учла форму и размеры рта.
В результате удалось синтезировать возможный голос, которым обладал Этци. Некоторые важные данные, такие как плотность тканей или их толщина в ряде участков, утеряны, поэтому учёные отмечают, что реконструированный ими звук не стоит считать подлинным голосом Этци. Но некоторые ключевые его характеристики он передает: например, базовая частота голоса древнего человека лежала в пределах между 100 и 150 Гц, как и у обычного современного мужчины.

## Причина смерти
Первоначальные версии о том, что Этци замёрз в горах, были оспорены. Хранитель археологического музея Больцано Эдуард Вигл и альпинист Алоиз Пирпамер, нашедший в руке мумии нож, выдвинули версию об убийстве. У древнего человека были обнаружены повреждения позвоночника, сломанные рёбра и нос, палец на ноге отморожен, повреждена правая рука, а также ушибы и раны по всему телу.
Возможно, Этци погиб в результате двухдневной схватки. Анализы ДНК, проведенные в 2003 году, как утверждается, выявили следы крови по крайней мере четырех других людей на его снаряжении: один от его ножа, два от одного наконечника стрелы в его колчане и четвертый от его пальто. Интерпретации этих результатов таковы, что Этци убил двух человек одной и той же стрелой и смог извлечь ее в обоих случаях, а кровь на его пальто принадлежала раненому товарищу, которого он, возможно, нес на спине. Поза Этци в момент смерти (замороженное тело, лицом вниз, левая рука согнута на груди) может подтверждать гипотезу о том, что до наступления смерти и наступления трупного окоченения Ледяной человек был перевернут на живот, чтобы попытаться вытащить древко стрелы.  В «Кембриджской всемирной истории насилия» (2020) Этци упоминается, как свидетельство доисторической войны.
В 2001 году итальянским исследователем было установлено, что в плече мумии застрял наконечник стрелы. Стреляли сзади, наконечник вошёл так глубоко, что Этци не смог его вытащить. Возможно, пять тысячелетий назад в этом месте произошла стычка двух общин. Тело Этци потерялось в горах и соплеменники не смогли его найти.
Возможно также, что он вовсе не погиб в одиночестве трагической смертью в горах, а был с почестями погребён соплеменниками.

### Альтернативная теория места смерти
Большинство исследований предполагают, что Этци умер примерно в том месте, где он был найден. В 2010 году было высказано предположение, что Этци умер на гораздо более низкой высоте и был похоронен выше в горах, как это предположили археолог Алессандро Ванцетти из Римского университета Ла Сапиенца и его коллеги. Согласно их исследованию предметов, найденных около Этци, и их местонахождению, ледяной человек, возможно, был помещен над тем, что было интерпретировано как каменный курган, но его тело впоследствии перемещалось с каждым циклом оттаивания, что создавало текущую водянистую смесь, приводимую в движение гравитацией, прежде чем оно снова замерзло. Хотя археоботаник Клаус Эггл из Инсбрукского университета согласен с тем, что описанный естественный процесс, вероятно, заставил тело сместиться с хребта, который включает каменное образование, он указал, что в статье не представлено убедительных доказательств того, что разбросанные камни представляли собой погребальную платформу. Более того, биологический антрополог Альберт Цинк утверждает, что кости ледяного человека не имеют вывихов, которые могли бы возникнуть в результате скольжения вниз по склону, и что неповрежденные сгустки крови в его ране от стрелы имели бы повреждения, если бы тело переместили наверх по горе. В любом случае теория захоронения не противоречит вероятности насильственной причины смерти.

## Фильмы
- Смерть ледяного человека (англ. Death of the Iceman) BBC
- Человек изо льда (нем. Der Mann aus dem Eis) 2017 г., Spiegel TV, 97 мин. В главной роли Юрген Фогель.
- Человек из Эцталя и его мир (нем. Der Ötztal-Mann und seine Welt) VHS, Movienet Film GmbH, 93 мин.
- Этци — ледяной человек (нем. „Ötzi - Der Mann aus dem Eis“) VHS, FWU — Wissen und Bildung, 27 мин.
- Ледяной человек (англ. Ultimate Guide, Iceman) Discovery Communications Incorporated, USA/Brando Quilici Productions, Italy
- Загадки истории. Ледяная мумия (англ. Mysteries of History. Ice Mummy) AETN International, КП Продакшн, 2010.
- Этци и тайна времени[итал.] (итал. Ötzi e il mistero del tempo), приключенческий фильм, Италия, 2018, режиссёр Габриеле Пиньотта, 90 мин.
- Внешность Этци стала одним из главных источников вдохновения для создания образа графа Орлока в фильме Роберта Эггерса «Носферату»; особенно это заметно в финальных кадрах, где видно обнаженное тело вампира. По словам художника по гриму Дэвида Уайта, режиссер «хотел создать ощущение, что из Орлока высосана вся жизнь, до последней капли крови. В конце концов вдохновение пришло благодаря фотографии тела 5300-летнего человека, найденного во льдах Альп».[40]

### Книги
- Хайдер Варрайч. Сердце, которое мы не знаем. История важнейших открытий и будущее лечения сердечно-сосудистых заболеваний. — М.: Альпина Паблишер, 2021. — 352 с. — ISBN 978-5-9614-3065-3.
- Deem, James (2008), Bodies from the Ice, Boston: Houghton Mifflin, p. 64, ISBN 0-618-80045-X, Архивировано 29 июня 2011
- Bortenschlager, Sigmar; Oeggl, Klaus, eds. (2000), The Iceman and His Natural Environment: Palaeobotanical Results, Wien; New York, N.Y.: Springer, ISBN 3-211-82660-2 {{citation}}: |first2= имеет универсальное имя (справка)Википедия:Обслуживание CS1 (множественные имена: authors list) (ссылка).
- Angelika Fleckinger: «Ötzi, der Mann aus dem Eis». — Folio Verlag, Wien — Bozen 2002 und Südtiroler Archäologiemuseum. — ISBN 3-85256-209-0
- Fowler, Brenda (2000), Iceman: Uncovering the Life and Times of a Prehistoric Man Found in an Alpine Glacier, New York, N.Y.: Random House, ISBN 0-679-43167-5.
- Spindler, Konrad (2001), The Man in the Ice: The Preserved Body of a Neolithic Man Reveals the Secrets of the Stone Age, Ewald Osers (trans.), London: Phoenix, ISBN 0-7538-1260-6.
- De Marinis, Raffaele C.; Brillante, Giuseppe (1998), La Mummia del Similaun: Ötzi, l'Uomo Venuto dal Ghiaccio [The Mummy of the Similaun: Ötzi, the Man who Came from the Ice], Venice, Italy: Marsilio, ISBN 88-317-7073-X
- Fleckinger, Angelika; Steiner, Hubert (2000) [1998], L'Uomo Venuto dal Ghiaccio [The Man who Came from the Ice], Bolzano, Italy: Folio, ISBN 88-86857-03-9

### Статьи
- Dickson, James Holms (28 июня 2005), Plants and the Iceman: Ötzi's last journey, Division of Environmental and Evolutionary Biology, Institute of Biomedical and Life Sciences, University of Glasgow, Дата обращения: 17 марта 2007.
- Andreas Keller, Angela Graefen, Markus Ball, Mark Matzas, Valesca Boisguerin, Frank Maixner, Petra Leidinger, Christina Backes, Rabab Khairat, Michael Forster, Björn Stade, Andre Franke, Jens Mayer, Jessica Spangler, Stephen McLaughlin, Minita Shah, Clarence Lee, Timothy T. Harkins, Alexander Sartori, Andres Moreno-Estrada, Brenna Henn, Martin Sikora, Ornella Semino, Jacques Chiaroni, Siiri Rootsi, Natalie M. Myres, Vicente M. Cabrera, Peter A. Underhill, Carlos D. Bustamante, Eduard Egarter Vigl, Marco Samadelli, Giovanna Cipollini, Jan Haas, Hugo Katus, Brian D. O’Connor, Marc R.J. Carlson, Benjamin Meder, Nikolaus Blin, Eckart Meese, Carsten M. Pusch & Albert Zink (2012), New insights into the Tyrolean Iceman's origin and phenotype as inferred by whole-genome sequencing (PDF), vol. 3 (698), Nature Communications, Дата обращения: 25 апреля 2012{{citation}}:  Википедия:Обслуживание CS1 (множественные имена: authors list) (ссылка)
- Kennedy, Frances (26 июля 2001), Oetzi the Neolithic Iceman was killed by an arrow, say scientists, The Independent, Архивировано 18 мая 2007.
- Macintyre, Ben (1 ноября 2003), We know Oetzi had fleas, his last supper was steak ... and he died 5,300 years ago, The Times.
- Murphy, William A., Jr.; zur Nedden, Dieter; Gostner, Paul; Knapp, Rudolf; Recheis, Wolfgang; Seidler, Horst (24 января 2003), The Iceman: Discovery and imaging, Radiology[англ.], 226 (3), Oak Brook, Il.: Radiology: 614–629, doi:10.1148/radiol.2263020338, ISSN 0033-8419, PMID 12601185{{citation}}:  Википедия:Обслуживание CS1 (множественные имена: authors list) (ссылка). On-line pre-publication version.